# Démocrite amoureux
Démocrite amoureux és una comèdia en cinc actes, en vers, de Jean-François Regnard, representada per primera vegada al Théâtre-Français, el 12 de gener de 1700.

## Argument
La reina d'Argos, després d'haver perdut el seu primer espòs, es trasllada a la cort del rei d'Atenes, tot casant-se amb el príncep d'aquest reialment amb la condició que si no té descendència d'aquest casament, el successor al tron esposarà la seva filla Ismene. Contra aquesta espera, la reina ha acabat tenint una filla, Cryséis; que l'ha sacrificada finalment en favor d'Ismene, tot confiant-la a mans d'un pagès anomenat Thaler. Ha substituït Cryséis per un altre infant mal format, mort molt poc temps després. Per tant, Ismene roman sola davant l'herència del tron. Fins aquí el pròleg de la comèdia. Vint anys després, Cryséis, després d'haver estat educada pel filòsof Demòcrit, cau presa d'enamorament pel criat d'aquest...

## Personatges
- Démocrite
- Agélas, rei d'Atenes
- Agénor, príncep d'Atenes
- Ismène, princesa promesa d'Agélas
- Strabon, servent de Démocrite.
- Cléanthis, serventa d'Ismène.
- Cryséis, filla falsa de Thaler.
- Thaler, pagès
- Un Intendent.
- Un Mestre de palau
- Oficials del rei
- Lacais